# Havelberg
Havelberg település Németországban, azon belül Szász-Anhalt tartományban. Lakosainak száma 6494 fő (2023. december 31.).

## Népesség
A település népességének változása:
| Lakosok száma | 6926 | 6619 | 6567 | 6537 | 6397 | 6465 | 6494 |
|               | 2010 | 2015 | 2017 | 2019 | 2021 | 2022 | 2023 |